# Seligmann Bär Bamberger

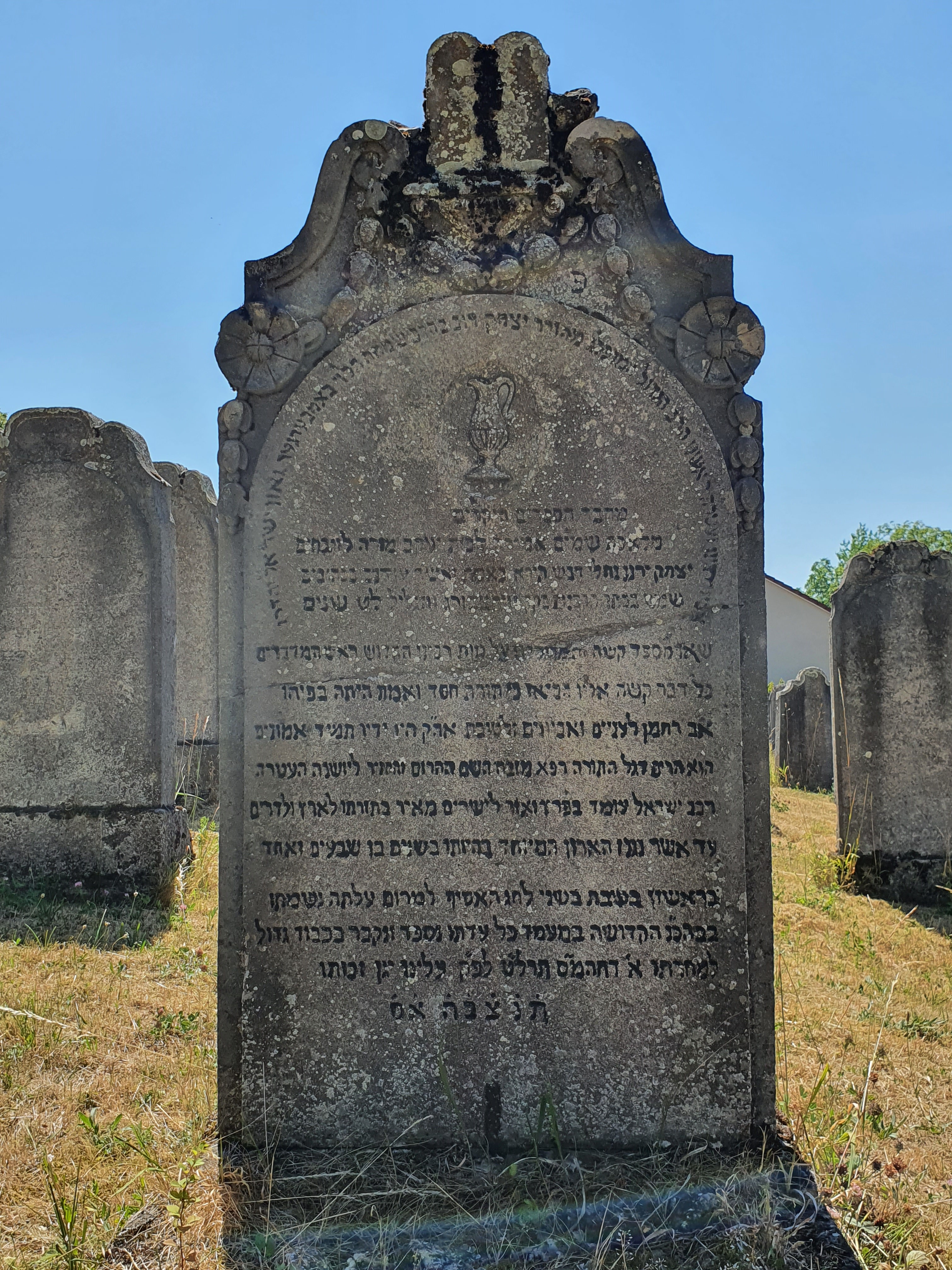
Grabstein für Seligmann Bär Bamberger auf dem Jüdischen Friedhof in Höchberg (2022)

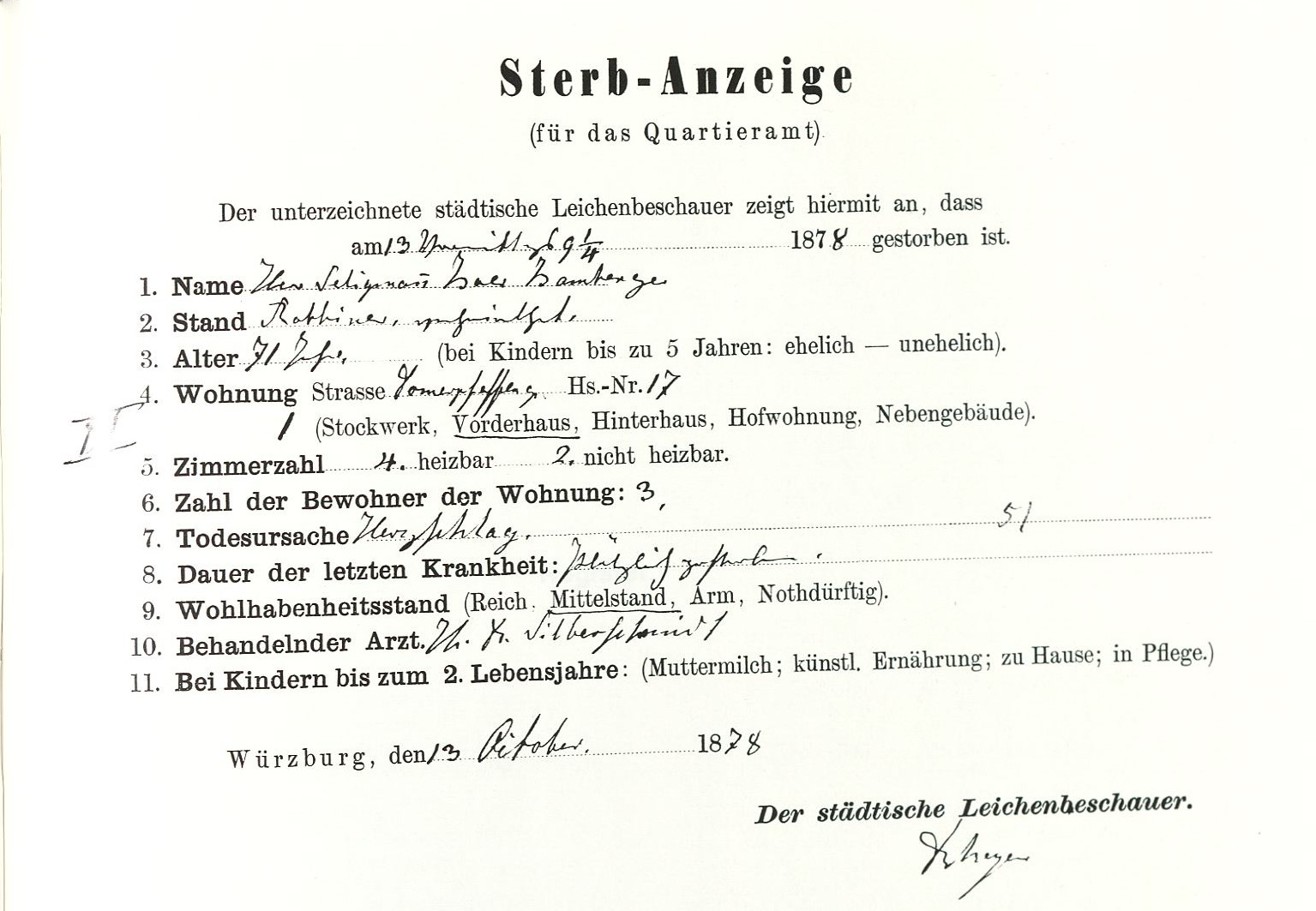
Totenschein

Seligmann Bär Bamberger, genannt auch „Würzburger Raw“ oder „Würzburger Rav“ (geboren am 6. November 1807 in Wiesenbronn; gestorben am 13. Oktober 1878 in Würzburg), war ein deutscher Rabbiner, Lehrbuchverfasser und wichtiger Vertreter des orthodoxen Judentums. Er wirkte in Würzburg und Umgebung als Distriktsrabbiner.

## Leben
Seligmann Bär Bamberger wurde als Sohn des Simon Bamberger, eines Kleinhändlers und Rabbiners, und der Judith Hatzfeld, Tochter des Rabbiners Moses Löw Hatzfeld, in Wiesenbronn bei Kitzingen geboren. Er wuchs in den Traditionen des fränkischen orthodoxen Landjudentums auf. Sein Lehrer war zunächst Gerson Levi (Rabbiner in Wiesenbronn und Dajan in Fürth). Ab 1822 besuchte er die Jeschiwa in Fürth. Dort lernte er bei Juda-Löb Halberstadt und bei Wolf Hamburg.
Nach fünf Jahren Studium ging Bamberger im Alter von 20 Jahren als ausgebildeter Rabbiner, aber als Privatgelehrter ohne Amt, zurück in sein Heimatdorf, wo er eine kleine Warenhandlung für den Lebensunterhalt betrieb. Mit 22 Jahren heiratete er Kela Wormser (1804–1881), die Tochter des Seckel Wormser, des Rabbiners von Fulda. Seine Frau führte fortan das Geschäft und er widmete sich dem Studium.
Sein Ruf als Gelehrter drang aus seinem Heimatdorf nach außen, und es pilgerten aus ganz Deutschland Schüler zu ihm. Für den Unterricht nahm er kein Geld an.
Das erste Mal trat Rabbiner Seligmann Bär Bamberger 1836 in die Öffentlichkeit. Die bayerische Regierung wollte im Streit zwischen dem orthodoxen und dem immer stärker werdenden liberalen Zweig des Judentums Klarheit erlangen. In jeder Bezirksregierung, so auch in Würzburg, wurde eine Versammlung von Rabbinern, Lehrern und Gemeindemitgliedern einberufen, um über bestimmte, vorgegebene Fragen zu diskutieren. Bamberger wurde für seine Gemeinde als Vertreter der Orthodoxie geschickt. Bei dieser Versammlung fiel Seligmann Bär Bamberger dem bereits 80-jährigen amtierenden Würzburger Rabbiner Abraham Bing auf. Dieser wünschte sich den jungen Mann als seinen Nachfolger im Rabbineramt.
Bamberger meldete sich auch für die Wahl zum Würzburger Distriktsrabbiner im Jahr 1840 an. Er wurde im Februar 1840 mit 310 von 500 Stimmen gewählt. Sein unterlegener Gegenkandidat war der liberale, in München promovierte Schelling-Schüler Max Lilienthal, der zu dieser Zeit amtierender Rabbiner in Riga war. Bambergers Gemeindebezirk umfasste neben der Stadt Würzburg noch 29 unterfränkische Dörfer.
Am 10. September 1841 weihte Seligman Bär Bamberger die neugebaute Synagoge (Domerschulstraße 21) ein.
Die Erziehung der Jugend im jüdischen Glauben lag Rabbiner Bamberger besonders am Herzen. Er befürchtete, dass die paar Religionsstunden, die er pro Woche unterrichtete, nicht ausreichten, sondern dass die Gefahr der Assimilierung der Würzburger Juden zu groß sei. Er gehörte damit zu dem Kreis der Rabbiner, die trotz des Judenediktes von 1813 am jüdischen Gesetz festhielt. Zuerst eröffnete er eine Talmudschule. 1856 gründete er dann die zunächst private „Israelitische Erziehungs- und Unterrichtsanstalt“. Es handelte sich hierbei um eine sechsklassige Volksschule für Jungen und Mädchen. Es folgte 1864 das erste Lehrerseminar, die „Israelitische Lehrerbildungsanstalt in Würzburg“ (ILBA), die zur Ausbildung jüdischer Religionslehrer diente und bis 1884 ihren Standort in der Kettengasse 6 und bis in die 1930er Jahre in der Domerpfaffengasse (heute Bibrastraße 6) hatte. Zur religiösen Unterweisung der Jugend und auch der Laien verfasste er zahlreiche populäre Lehrbücher.

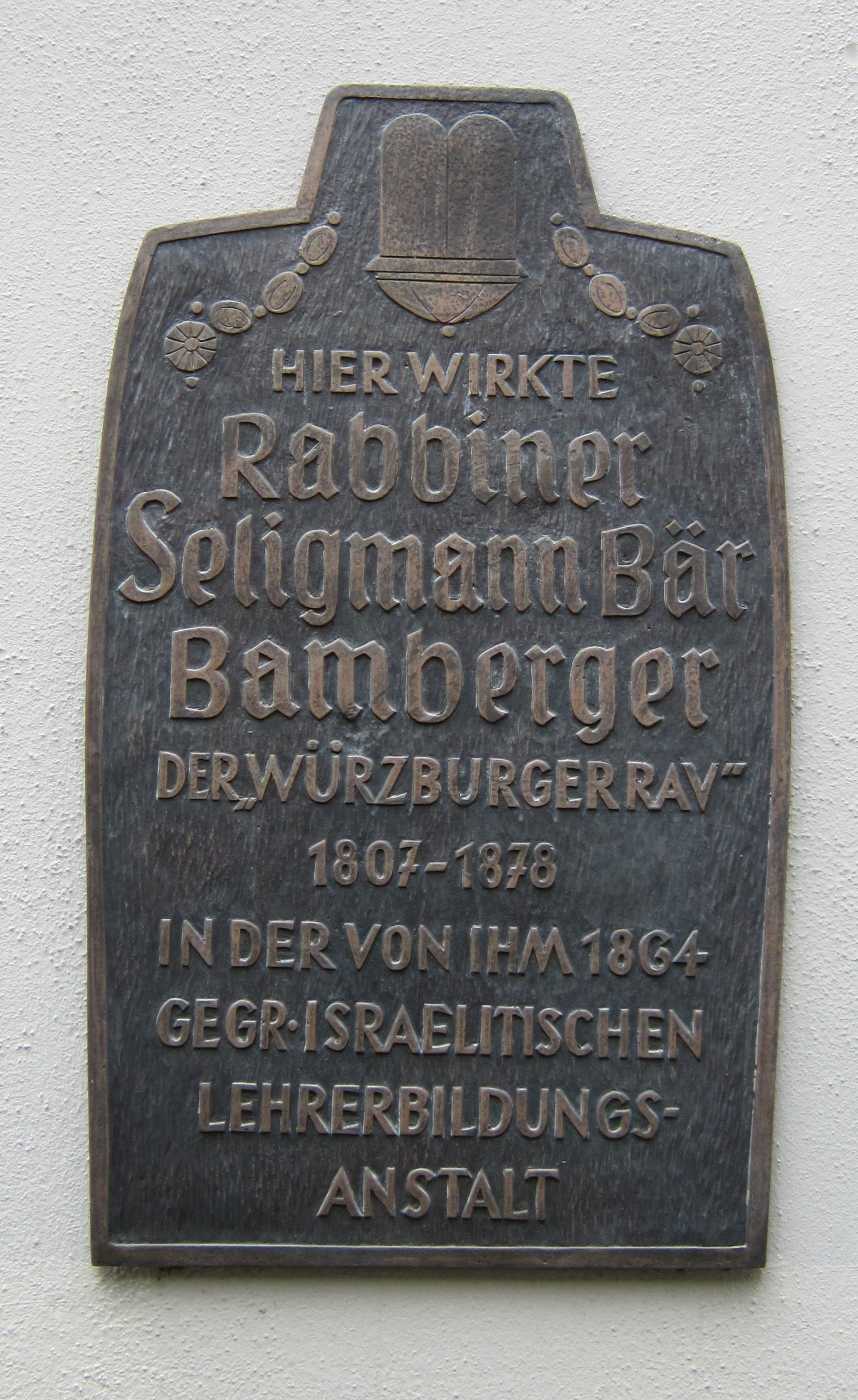
Gedenktafel am Campus Alte Universität, Domerschulstraße 6, Würzburg

Rabbiner Bamberger hielt jeden Sabbat Vorträge, um die Religion im Alltag eines jeden Juden verwirklicht zu sehen. Er schickte regelmäßig Geld nach Eretz Israel und regte den Bau des ersten jüdischen Krankenhauses in Palästina an. Seligmann Bär Bamberger verfasste drei Bücher, in denen er in einfacher Sprache die jüdischen Gesetze und Mitzwot erklärte.
Rabbiner Seligmann Bär Bamberger starb am zweiten Tag des Laubhüttenfestes des Jahres 1878 während des Gottesdienstes und wurde in Höchberg auf dem dortigen Jüdischen Friedhof begraben.
Seligmann Bär Bamberger und seine Frau Kela Wormser hatten neun Kinder. Seine älteste Tochter Rachel Rivka heiratete Pinchas Seligmann Fromm (1822–1898), den Rabbiner von Bad Homburg vor der Höhe und Großvater von Erich Fromm. Bambergers Sohn Moses Löb Bamberger wurde Rabbiner in Bad Kissingen. Sein Sohn Simcha Bamberger (1832–1897) wurde Rabbinatsrichter in Aschaffenburg. Sein Sohn Nathan Bamberger führte das Amt seines Vaters nach seinem Tod für zwei Jahre kommissarisch weiter, bevor er 1880 zu dessen Nachfolger in Würzburg gewählt wurde. Sein Enkel Selig Pinchas Bamberger wurde Rabbiner und Rabbinatsrichter in Hamburg, zwei Urenkel wurden Opfer des Holocaust. Einem anderen Urenkel, Naftali Bar-Giora, gelang die Flucht aus Deutschland. Er wurde ein zionistischer Verbandsfunktionär von Jewish Agency for Israel und später ein Schreiber von Memorbüchern vernichteter deutscher jüdischer Gemeinden und Friedhöfe, so auch ein Dokumentarist des Grabes von Seligman Bär Bamberger in Höchberg.